# Kétoldali Laplace-transzformáció
A matematikában a kétoldali Laplace-transzformáció egy integráltranszformáció, ami ekvivalens a valószínűségszámítás momentum-generátorfüggvényével. Közel áll a közönséges vagy egyoldali Laplace-transzformációhoz, a Fourier-transzformációhoz és a Mellin-transzformációhoz. Ha az ƒ(t) függvény a valós számokon értelmezett, valós vagy komplex értékű függvény, akkor kétoldali Laplace-transzformáltja
{\displaystyle {\mathcal {B}}\{f(t)\}=F(s)=\int _{-\infty }^{\infty }e^{-st}f(t)\,dt.}
Ez az integrál többnyire improprius, ami akkor és csak akkor konvergál, ha minden
{\displaystyle \int _{0}^{\infty }e^{-st}f(t)\,dt,\quad \int _{-\infty }^{0}e^{-st}f(t)\,dt}
is konvergál. Nincs általánosan használt jelölés erre a transzformációra; cikkünkben a {\displaystyle {\mathcal {B}}} jelet használjuk, ami a bilateralis (kétoldali) szóra utal. Egyes szerzők a transzformációt az
{\displaystyle {\mathcal {T}}\{f(t)\}=s{\mathcal {B}}\{f(t)\}=sF(s)=s\int _{-\infty }^{\infty }e^{-st}f(t)\,dt.}
alakban értelmezik. A tiszta matematikában t bármilyen változó lehet, és a Laplace-transzformációkat a differenciáloperátorok tanulmányozására használják.
A természettudományos és mérnöki alkalmazásokban  t gyakran az időt jelenti, ƒ(t) pedig jel, vagy hullámforma. A jeleket szűrők transzformálják, amelyek matematikai operátorokként jelennek meg, de oksági korlátozással. Ez azt jelenti, hogy t1 egy értékére a kimenet nem függhet ƒ(t2) értékétől, ha t2 > t1.
A populációökológiában t gyakran térbeli elhelyezkedést reprezentál.
Ha  ƒ(t) az idő függvénye, akkor  ƒ(t) a jel időtartománybeli reprezentációja, míg F(s) az s-tartománybeli vagy Laplace-tartománybeli reprezentáció. Az inverz transzformáció a jel szintézisét írja le, mint különféle hullámhosszú komponensek összege, ezzel szemben maga a transzformáció a jel komponensekre bontását jelöli. 

## Kapcsolat a többi transzformációval
Ha  u(t) a Heaviside-függvény (nulla, ha t negatív, fél, ha t nulla, és egy, ha t pozitív), akkor az  {\displaystyle {\mathcal {L}}} Laplace-transzformáció definiálható a kétoldali Laplace-transzformációval:
{\displaystyle {\mathcal {L}}\{f(t)\}={\mathcal {B}}\{f(t)u(t)\}.}
Másrészt
{\displaystyle {\mathcal {B}}\{f(t)\}(s)={\mathcal {L}}\{f(t)\}(s)+{\mathcal {L}}\{f(-t)\}(-s),}
így mindkét Laplace-transzformáció kifejezhető a másikkal.
A Mellin-transzformáció definiálható, mint
{\displaystyle {\mathcal {M}}\{f(t)\}(s)={\mathcal {B}}\{f(e^{-x})\}(s),}
és megfordítva
{\displaystyle {\mathcal {B}}\{f(t)\}(s)={\mathcal {M}}\{f(-\ln x)\}(s).}
A Fourier-transzformáció
{\displaystyle {\mathcal {F}}\{f(t)\}=F(s=i\omega )=F(\omega ).}
Meg kell jegyeznünk, hogy a Fourier-transzformáció definíciói különböznek, így egyes szerzők az előző helyett ezt használják:
{\displaystyle {\mathcal {F}}\{f(t)\}=F(s=i\omega )={\frac {1}{\sqrt {2\pi }}}{\mathcal {B}}\{f(t)\}(s)}
A kétoldali Laplace-transzformáció is kifejezhető Fourier-transzformációval:
{\displaystyle {\mathcal {B}}\{f(t)\}(s)={\mathcal {F}}\{f(t)\}(-is).}
Általában az összes valós számra definiálják a Fourier-transzformációt, de előfordul, hogy egy  {\displaystyle a<\Im (s)<b} sávon értelmezik, ami nem biztos, hogy tartalmazza a valós tengelyt.
A folytonos ƒ(x) valószínűségi sűrűségfüggvény momentum-generátorfüggvénye kifejezhető, mint {\displaystyle {\mathcal {B}}\{f\}(-s)}.

## Tulajdonságai
Tulajdonságai hasonlóak az egyoldali Laplace-transzformációhoz, az alábbi különbségekkel:
|                  | Időtartomány             | egyoldali-'s' tartomány                 | kétoldali-'s' tartomány     |
| ---------------- | ------------------------ | --------------------------------------- | --------------------------- |
| Derivált         | {\displaystyle f'(t)\ }  | {\displaystyle sF(s)-f(0)\ }            | {\displaystyle sF(s)\ }     |
| Második derivált | {\displaystyle f''(t)\ } | {\displaystyle s^{2}F(s)-sf(0)-f'(0)\ } | {\displaystyle s^{2}F(s)\ } |

A kétoldali Laplace-transzformáció ekvivalens a null kezdeti feltételekkel. Emiatt alkalmasabb a differenciálegyenletek átviteli függvényeinek számítására, vagy egy egyszerű partikuláris megoldás keresésére.

## Konvergenciatartomány
A kétoldali konvergenciafeltételei bonyolultabbak, mint az egyoldalié, emiatt a konvergenciatartomány is kisebb.
Ha f lokálisan integrálható (vagy általánosabban, lokálisan korlátos megváltozású egy Borel-mérték szerint), akkor f Laplace-transzformáltja, F(s) konvergál, ha az
{\displaystyle \lim _{R\to \infty }\int _{0}^{R}f(t)e^{-st}\,dt}
határérték létezik. A Laplace-transzformált abszolút konvergens, ha az
{\displaystyle \int _{0}^{\infty }\left|f(t)e^{-st}\right|\,dt}
határérték létezik. Általában a Laplace-transzformáltat feltételesen konvergensnek tekintik, azaz csak az első teljesül.
Az F(s) konvergenciatartományára igaz, hogy alakja  Re(s) > a vagy Re(s) ≥ a, ahol a kiterjesztett valós szám, azaz  −∞ ≤ a ≤ ∞. Ez a dominált konvergencia tételéből következik. Ez az a konstans az abszolút konvergencia abszcisszája, és f(t) növekedési tulajdonságától függ. Hasonlóan, a kétoldali Laplace-transzformált egy a < Re(s) < b sávban konvergál, amibe Re(s) = a és/vagy Re(s) = b is beletartozhat. Emellett lehet még beszélni az abszolút konvergencia sávjáról is, ami általában ennek valódi része. A Laplace-transzformált analitikus az abszolút konvergencia sávjában.
Ahol  F(s) konvergens, de nem abszolút konvergens, az a feltételes konvergencia tartománya. Ha a Laplace-transzformált (feltételesen) konvergens s = s0-ban, akkor  konvergens minden  s-re, amire Re(s) > Re(s0). Így a konvergenciatartomány egy Re(s) > a alakú félsík, ami lehet, hogy tartalmazza a  Re(s) = a egyenest. A Re(s) > Re(s0) konvergenciatartományban f Laplace-transzformáltja kifejezhető parciális integrálként:
{\displaystyle F(s)=(s-s_{0})\int _{0}^{\infty }e^{-(s-s_{0})t}\beta (t)\,dt,\quad \beta (u)=\int _{0}^{u}e^{-s_{0}t}f(t)\,dt.}
Így F(s) konvergenciatartományában egy hatékony képlettel fejezhető ki, mint egy másik függvény abszolút konvergens Laplace-transzformáltja, ezért analitikus is.
Több Paley–Wiener-tétel is kapcsolatot teremt f csökkenése és a Laplace-transzformált tulajdonságai között a konvergenciatartományban.
A mérnöki alkalmazásokban egy lineáris időinvariáns rendszernek megfelelő függvény stabil, ha korlátos bemenethez korlátos kimenetet ad. 

## Okság
Sok mérnöki és természettudományos alkalmazásban a t változó időt jelöl, és követelmény, hogy a későbbi időpontokbeli állapot ne hathasson vissza korábbra. Ez az okság elve. A kétoldali transzformációk nem teljesítik ezt a megkötést, emiatt ezek az alkalmazások inkább egyoldali transzformációkat használnak.

## Fordítás
- Ez a szócikk részben vagy egészben  a   Two-sided Laplace transform című angol Wikipédia-szócikk fordításán alapul.  Az eredeti cikk szerkesztőit annak laptörténete sorolja fel. Ez a jelzés csupán a megfogalmazás eredetét és a szerzői jogokat jelzi, nem szolgál a cikkben szereplő információk forrásmegjelöléseként.